# Polyommatus latimargo
Polyommatus latimargo är en fjärilsart som beskrevs av Courvoisier 1913. Polyommatus latimargo ingår i släktet Polyommatus och familjen juvelvingar. Inga underarter finns listade i Catalogue of Life.